# Helen Rowland
Helen Rowland (1875 - 1950), foi uma jornalista e humorista americana.
Em 1896, com a morte de seu pai, teve que abandonar o sonho de ser atriz e começou a trabalhar como jornalista. Foi contratada pelo Washington Post em 1899. Em 1902 foi para o New York Sunday Press, que passou a publicar sua coluna de crônicas e "contos de fadas para adultos". Era conhecida como "a Bernard Shaw americana" e considerada a mulher mais sagaz do país.

## Obras
- Reflections of a Bachelor (1903)
- A Book of Conversations: The Digressions of Polly (1905)
- The Widow (1908)
- Reflections of a Bachelor Girl (1909)
- The sayings of Mrs. Solomon: Being the confessions of the seven hundredth wife as revealed to Helen Rowland (1913)
- The Rubaiyat of a Bachelor (1915)
- A Guide To Men: Being Encore Reflections of a Bachelor Girl (1922)
- If, A Chant for Wives also The White Woman's Burden (1927)
- This Married Life (1927)